# True Crime: New York City
True Crime: New York City ist ein von Luxoflux entwickeltes Computerspiel und der Nachfolger von True Crime: Streets of LA. Eingeordnet wird es in das Genre der Third-Person-Shooter. Es hat starke Ähnlichkeiten mit der Grand-Theft-Auto-Reihe (GTA). Im Gegensatz zum Vorgänger bietet es nur einen linearen Handlungsverlauf.
Ein Nachfolger mit dem Titel True Crime: Hong Kong sollte im Herbst 2010 für Xbox 360, PlayStation 3 und PC erscheinen. Aufgrund der schlechten Qualität des Titels stellte Activision die Entwicklung allerdings ein. Im August 2011 kaufte Square Enix sich die Rechte des Titels und veröffentlichte den Nachfolger selbst unter dem Namen "Sleeping Dogs".
Activision gab am 30. Dezember 2014 bekannt, dass der Vertrieb des True-Crime-Titels eingestellt wurde.

## Handlung
Der Spieler übernimmt die Rolle von Marcus Reed. Dieser krempelt nach einem Rachefeldzug an seiner ehemaligen Gang sein Leben um. Jahre später findet sich Reed in der New Yorker Polizei wieder. Ein Freund seiner Familie, der dort arbeitet, hatte sich um Marcus gekümmert und ihm dabei geholfen, einen Job bei der Polizei zu bekommen. Als er jedoch endlich die verdiente Polizeimarke bekommt, stirbt sein Mentor bei einer Explosion in einem Haus. Wie man später erfährt, hatte dieser einen Koffer mit wichtigen Informationen bei sich. Langsam kommt heraus, dass es in den eigenen Reihen einen Maulwurf gibt, der für vier Verbrecher-Kartelle arbeitete. So beginnt die Suche nach dem Maulwurf und der Kampf gegen dessen Auftraggeber. Der Maulwurf kann schlussendlich gefunden werden. Zum Erstaunen von Marcus taucht auch sein tot geglaubter Mentor wieder auf, der seinen Tod nur inszeniert hatte, um gestohlenes Geld zu erbeuten. Aus Wut erschießt bzw. verhaftet Marcus diesen. Ab hier folgt eine von zwei möglichen Erzählungen von Marcus Vater, je nachdem, ob der Spieler mehr „Good Cop“ bzw. „Bad Cop“- Punkte erhalten hat.

## Gameplay
Hauptaufgabe ist das erfolgreiche Ausführen der circa 30 Missionen in der Haupthandlung. Das Spielprinzip ist mit dem des Vorgängers fast identisch. Der Spieler muss bestimmte Orte in der Spielwelt aufsuchen, wo ein Level auf den Spieler wartet. Aufgrund der Größe der Spielwelt fährt der Spieler mit einem Fahrzeug dorthin oder lässt sich mit einem Taxi hinfahren. Alternativ kann auch die U-Bahn genutzt werden. Im Level warten Gegner, die per Schusswaffen oder im Nahkampf besiegt werden müssen. Die Stealth-Elemente des Vorgängers sind nicht mehr vorhanden.
Je nachdem wie der Spieler sich verhält gibt es Plus- oder Minuspunkte. Pluspunkte gibt es prinzipiell für die Aufklärung sämtlicher Verbrechen und für erfolgreiche Missionen. Wer Kriminelle mit gezielten Schüssen entwaffnet und verhaftet oder Beweismaterialien auf der Dienststelle abgibt, bekommt zusätzliche Punkte. Für alle Aktionen, die nicht legal sind, wie beispielsweise das Erschießen von Gegnern und Zivilisten, sowie der Verkauf von konfiszierten Objekten oder die Erpressung von Bestechungsgeld, bekommt man dagegen Punktabzüge. Da der Spieler analog zum Punktestand befördert wird und damit Zugang zu besseren Waffen und Autos erhält, wird der Spieler letztendlich dazu angehalten "gut" zu handeln. Der eher "gute" Spieler, bekommt zum Schluss außerdem ein anderes Ende zu sehen, als der eher "böse".
Der Spieler kann unterschiedliche Kampftechniken in Dōjōs erlernen. Während der Kämpfe kann der Spieler auch Spezialschläge einsetzen, ähnlichen den Finishing Moves. In weiteren Geschäften können Fahrzeuge aufgerüstet, Klamotten gekauft oder die Gesundheit der Spielfigur aufgeladen werden. Es sind zudem illegale Straßenrennen oder Kampfturniere möglich.
Die Spielwelt ist ein virtueller Nachbau von Manhattan, die mit Hilfe von GPS-Daten modelliert wurde.

## Kritiken
In den Reviews bekam das Spiel eher negative Kritiken. Es wurde die kurze Haupthandlung und die zahlreichen Programmfehler kritisiert. 4players bewertete das Spiel mit 59 % (PS2) bis 27 % (PC), gameswelt mit 67 % und pcgames mit 68 %. Bemängelt wird die schlechte Umsetzung des Konsolenspiels auf den PC.

## Die Sprecher
- Avery Waddell: Marcus Reed
- Laurence Fishburne: Isaiah Reed
- Esai Morales: Victor Navarro
- Traci Lords: Cassandra Hartz
- Christopher Walken: Gabriel Whitting
- Mickey Rourke: Terrence Higgins
- Mariska Hargitay: Deena Dixon
- Redman: Er selbst
- Beetlejuice: Zeke